# Midget-Car

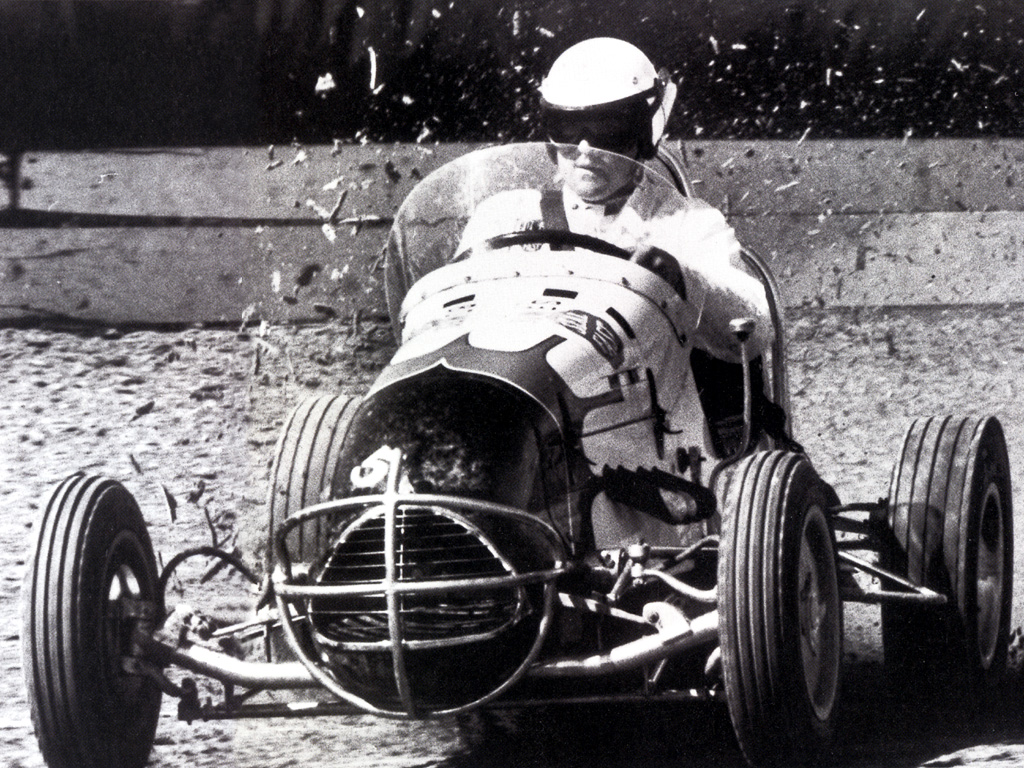
A. J. Foyt in einem Midget-Car

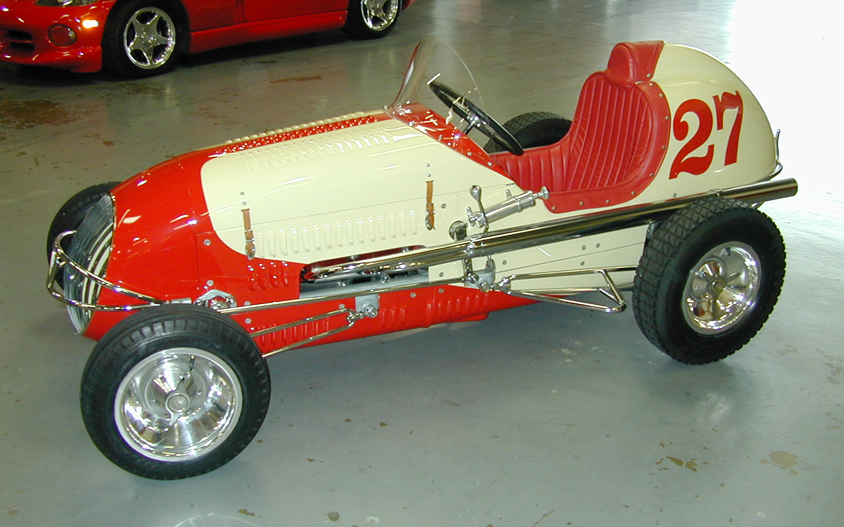
Ein 1946er Midget Racing Car von Vic Edelbrock auf Basis eines Kurtis Kraft mit einem Ford Flathead V8.

Midget-Car (in Australien auch Speedcar) ist eine ursprünglich US-amerikanische Rennwagenklasse. Der Name Midget (englisch: Zwerg) verweist auf die sehr kompakte Bauart. Die Fahrzeugart kommt aus den in Amerika üblichen Ovalkurs-Rennen, die moderne Variante wird heute zumeist auf unbefestigten Dirttrack-Kursen eingesetzt.

## Geschichte
Die ersten regelmäßigen, wöchentlichen Rennen mit Midget-Cars starteten am 10. August 1933 im Loyola High School Stadium in Los Angeles. Dies war die erste offiziell ausgerichtete Meisterschaft, hierzu war die Midget Auto Racing Association (MARA) gegründet worden. Am 15. Dezember 1934 fand der erste australische Lauf in Melbourne statt.
Frühe Rennen fanden noch auf für den Bahnradsport gebauten Ovalkursen statt. Später wurden diese Rennen auf unbefestigten und befestigten Automobil-Rennstrecken ausgetragen.
Viele IndyCar- und NASCAR-Fahrer, wie Tony Stewart, Sarah Fisher, Jeff Gordon, Kasey Kahne, Ryan Newman sind von dieser Klasse aufgestiegen.

## Aktuelle Midget-Car-Klasse

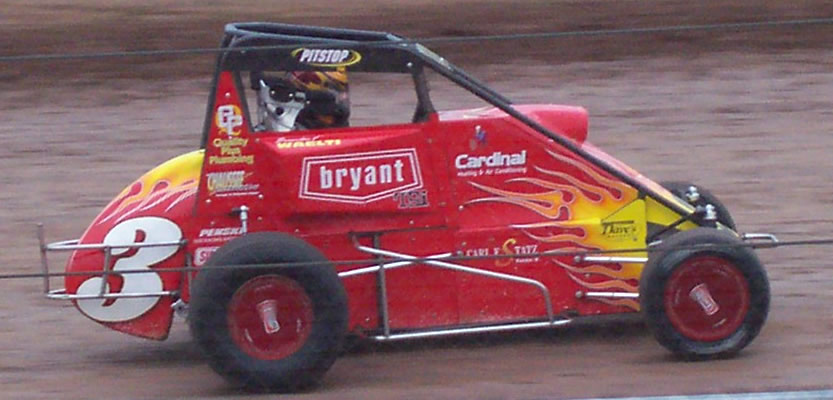
Brandon Waelti beim Saisonfinale 2006, Charter Raceway Park.

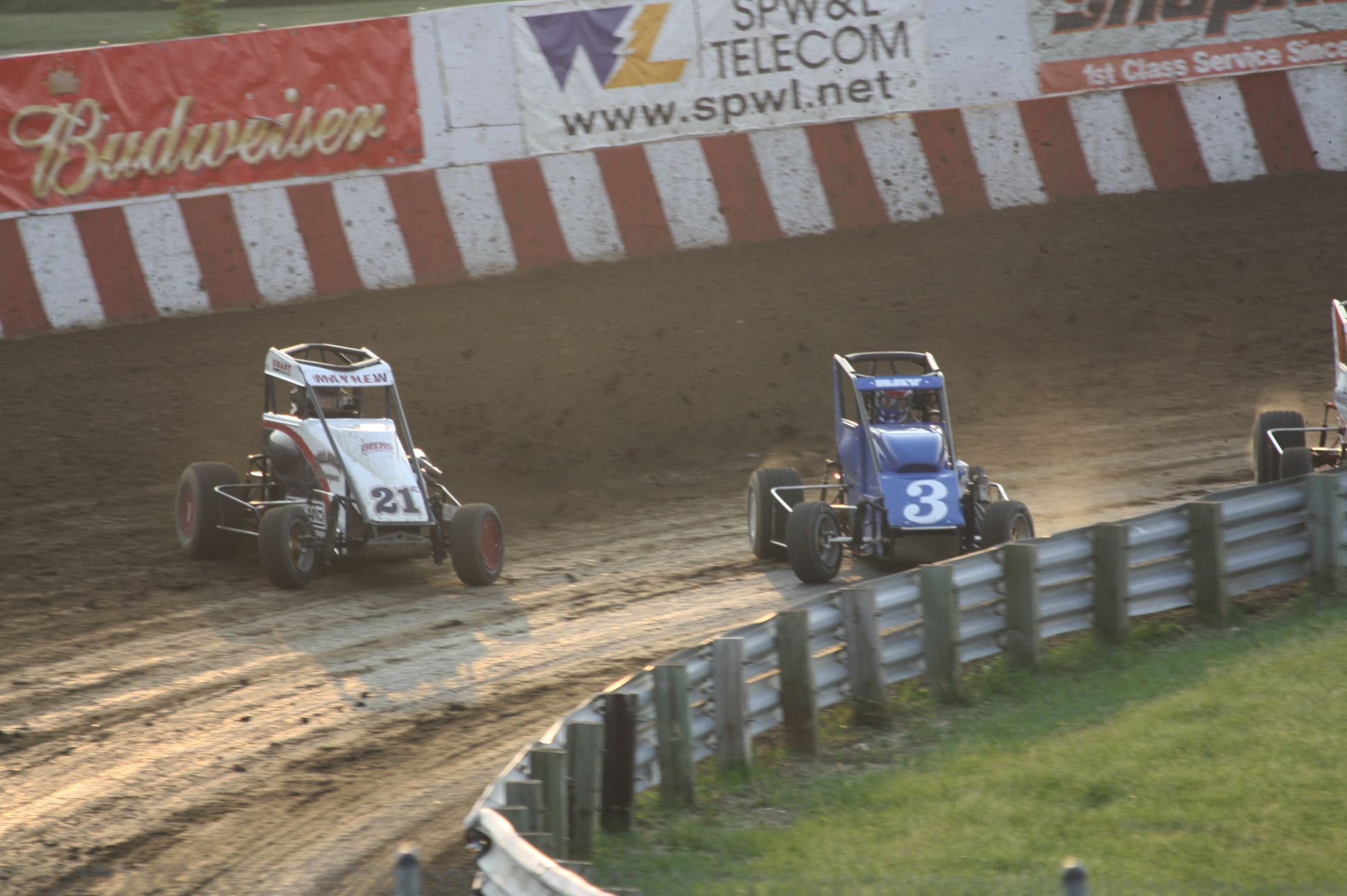
Midget-Car-Rennen auf dem Angell Park Speedway

Die heute verwendeten Midget-Cars haben 300 bis 400 PS bei 450 kg und sind mit Überrollbügeln ausgestattet.

## Ausrichter/Verbände

### Australien
- Speedcars Australia
- Speedcar Super Series - Australia's National Midget Racing Series
- NSWspeedcars.com - Speedcar Association of NSW (Sydney Club)
- wasda.com.au - Speedcar Racing in Western Australia (Western Australian Speedcar Drivers Association Perth Club)
- V.S.D.A - Victorian Speedcar Drivers Association Inc
- QSRA - Queensland Speedcar Racing Association

### Neuseeland
- Speedway New Zealand
- New Zealand Speedway Directory Links to New Zealand Speedway Websites

### Vereinigtes Königreich
- Grand Prix Midget Club

### Vereinigte Staaten von Amerika
- AMRA – Arizona Midget Racing Association
- ARDC – American Racing Drivers Club
- BCRA – Bay Cities Racing Association
- BMARA – Badger Midget Auto Racing Association (the oldest sanctioning body)
- NEMA – NorthEastern Midget Association
- ATQMRA – American Three Quarter Midget Racing Association
- STARS – Short Track Auto Racing Series
- USAC – The United States Automobile Club
- POWRi – O’Reilly POWRi National Midget Series
- RMMRA – Rocky Mountain Midget Racing Association
- SMRS – Southern Midget Racing Series
- IRS – Illini Racing Series
- USSA – United States Speed Association
- WMRA – Washington Midget Racing Association